# Ludwig Pollak

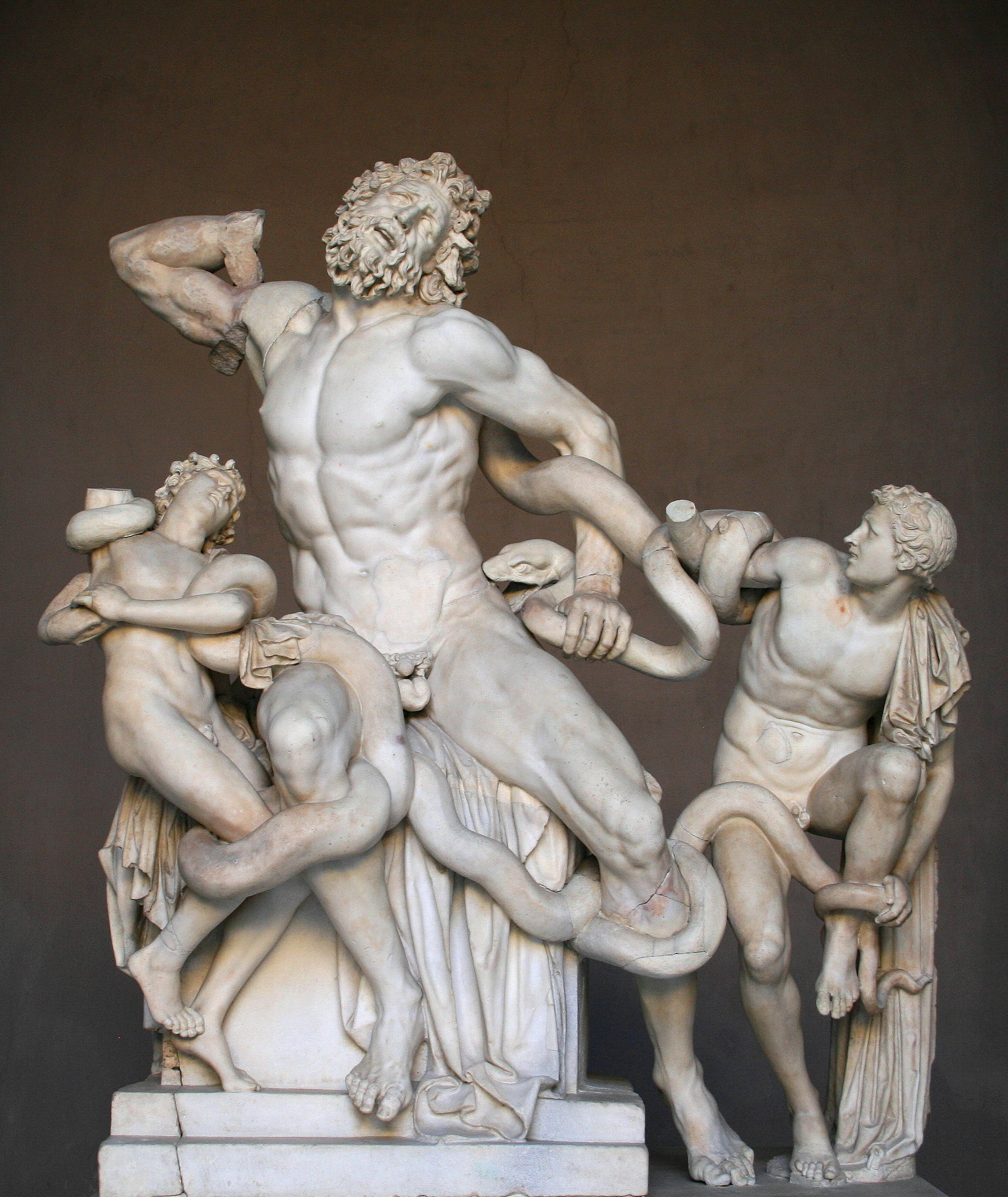
Gruppo del Laocoonte nei Musei Vaticani con il braccio destro adattato scoperto da Pollak

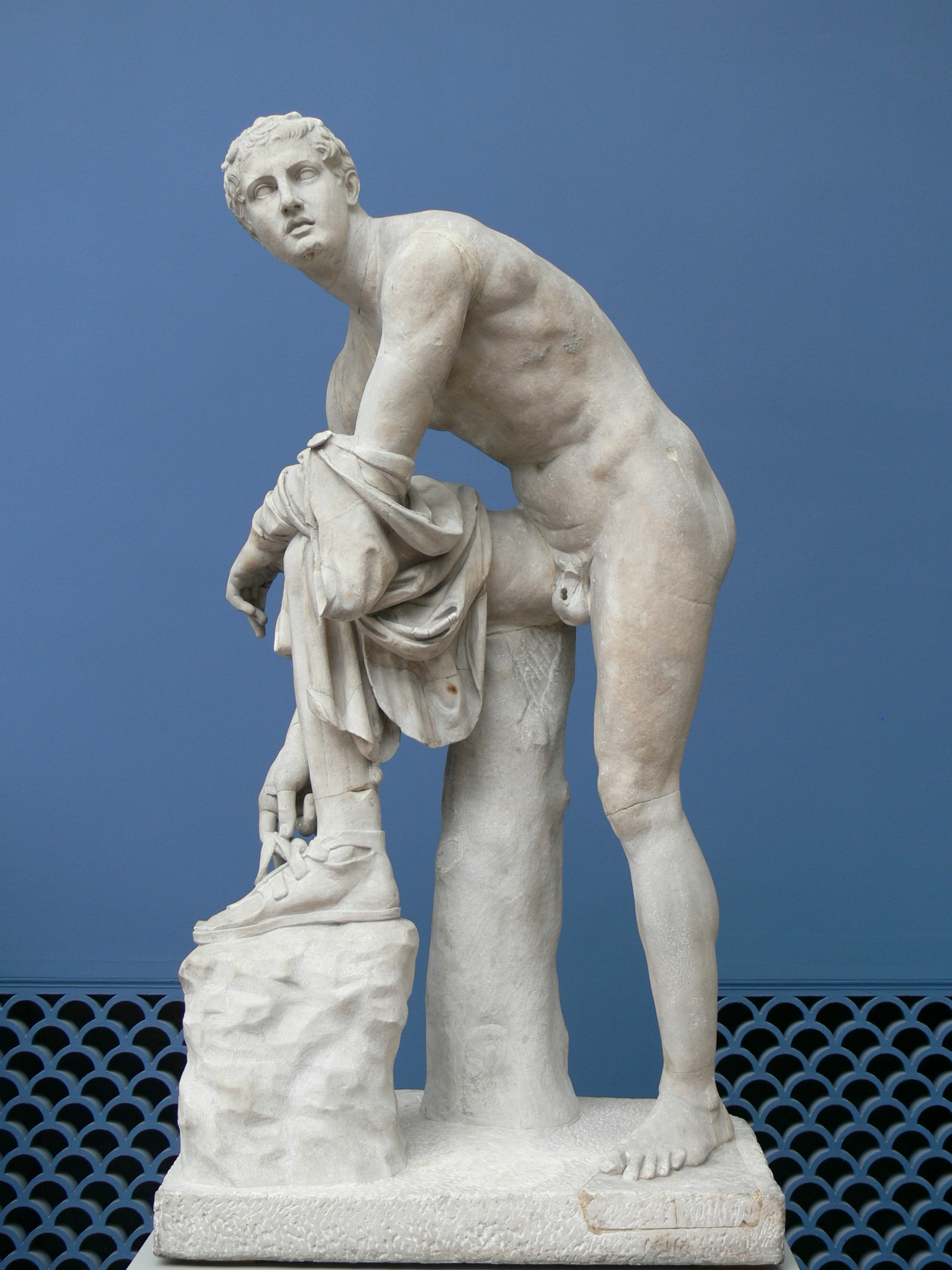
Ermes di Copenaghen

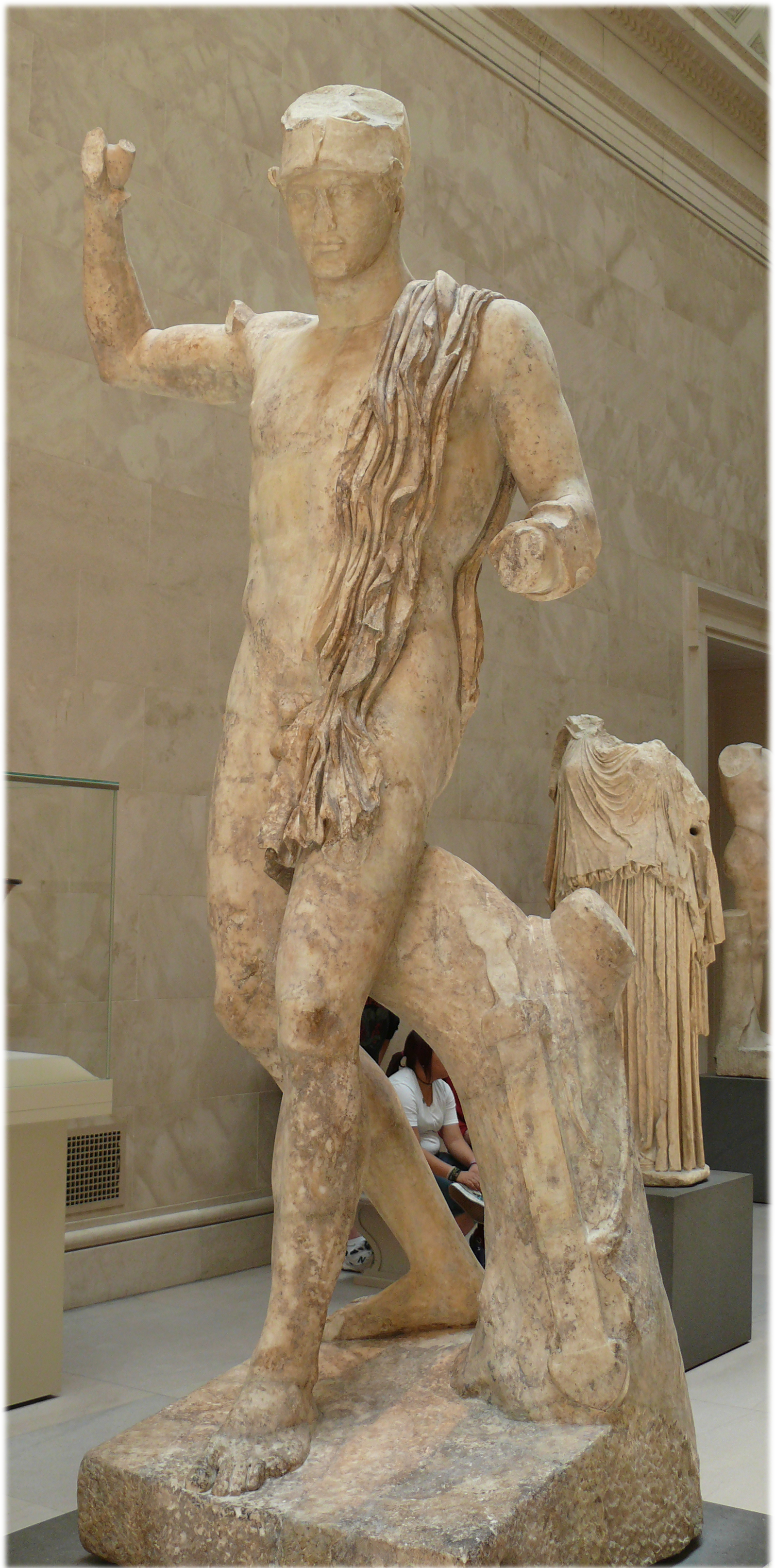
Guerrieri di New York

Ludwig Pollak (Praga, 14 settembre 1868 – Campo di concentramento di Auschwitz, dopo il 23 ottobre 1943) è stato un archeologo classico e mercante d'arte austro-ungarico e poi cecoslovacco che visse a Roma.

## Biografia
Ludwig Pollak, di origine ebrea, crebbe a Ziegenplatz nel quartiere Josefstadt di Praga. Dal 1888 studiò giurisprudenza presso la Deutsche Universität a Praga, dall'inizio del 1889 archeologia classica e storia dell'arte con Wilhelm Klein e presso l'Università di Vienna con Otto Benndorf ed Eugen Bormann dal 1891. Il 20 maggio 1893 gli fu conferito il dottorato.
Nel 1890 acquisì la sua prima esperienza professionale nella collezione di autografi di Fritz Donebauer, ordinando la collezione di autografi del musicista Johann Wenzel Tomaschek. Come ricompensa ricevette il suo primo autografo di Goethe; in seguito possedette una collezione di 40 autografi e due ciocche di capelli del poeta. Nel 1893/94 viaggiò in Grecia e in Italia come borsista dello stato austriaco. Nel febbraio 1895 si stabilì a Roma come studioso privato e mercante d'arte. Nel 1898 divenne membro corrispondente dell'Istituito archeologico germanico e nel 1901 dell'Istituto archeologico austriaco. Nel 1900 viaggiò in Egitto, Siria e Asia Minore.

Nel 1902 sposò Margarete von Bronneck (1878–1915), dalla quale ebbe due figli, Wolfgang (nato nel 1902), Angelina (nata nel 1905) e Susanne (nata nel 1910). Nel 1921 si risposò con Julia Süßmann. Dal 1903 abitò nel Palazzo Bacchettoni (via del Tritone 183), dal 1927 nel Palazzo Odescalchi (Piazza Santi Apostoli 77).

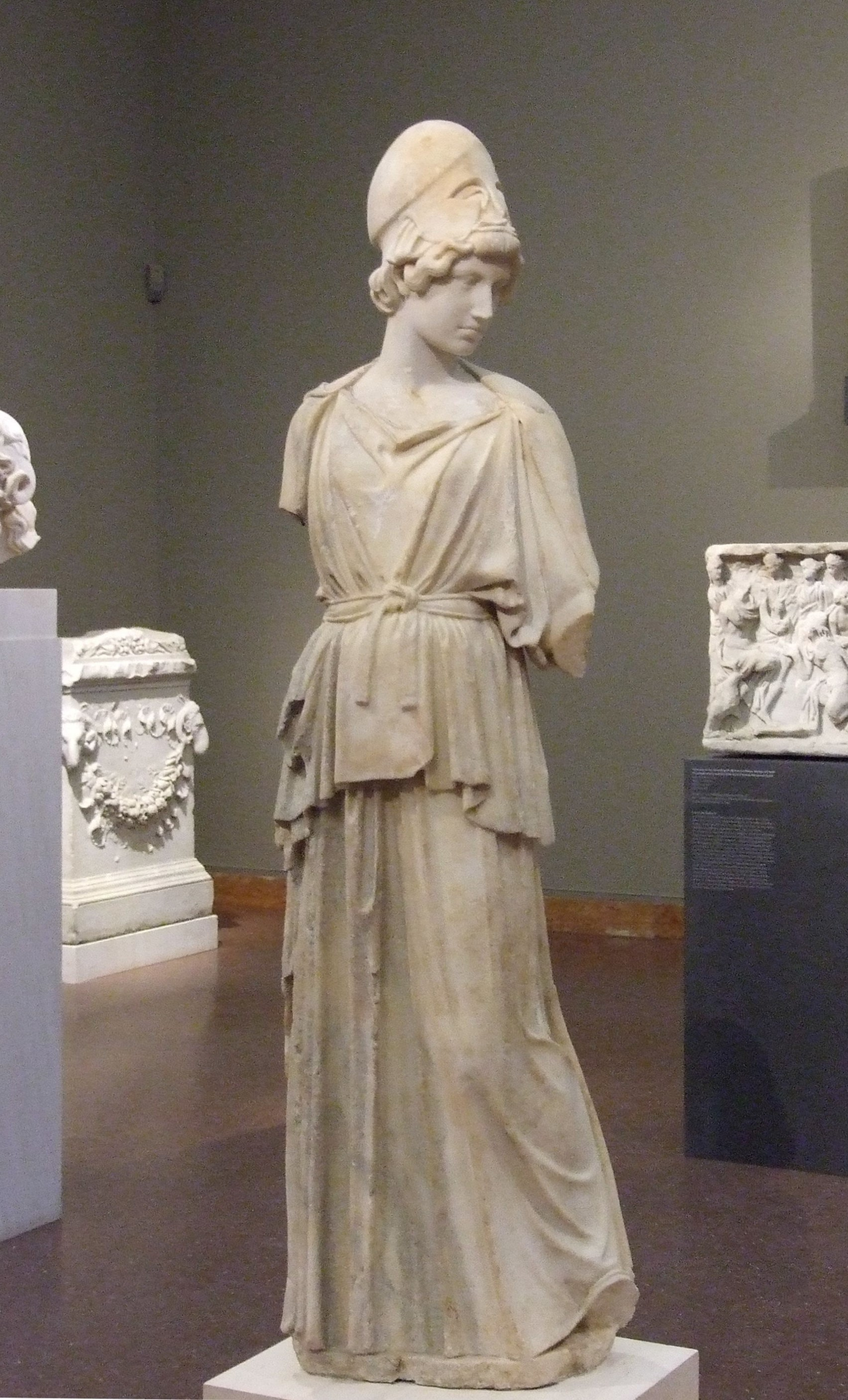
Atena di Francoforte

Nel 1904 divenne curatore onorario del neonato museo delle antichità romane, il Museo Barracco. A Roma, nel 1905, Pollak identificò il braccio destro mancante di Laocoonte nel magazzino di marmo di un laboratorio di scalpellini - anche se la prova definitiva fu trovata solo postuma nel 1957. Per questo motivo, Pollak venne nominato dal Vaticano Commendatore dell'Ordine di di San Gregorio. Grazie all'attività di mercante d'arte di Pollak, la copia romana dell'Atena di Mirone andò al Liebieghaus di Francoforte, una statua di Ermes alla Ny Carlsberg Glyptotek di Copenaghen e un Vulneratus deficiens (guerriero ferito) al Metropolitan Museum of Art di New York.

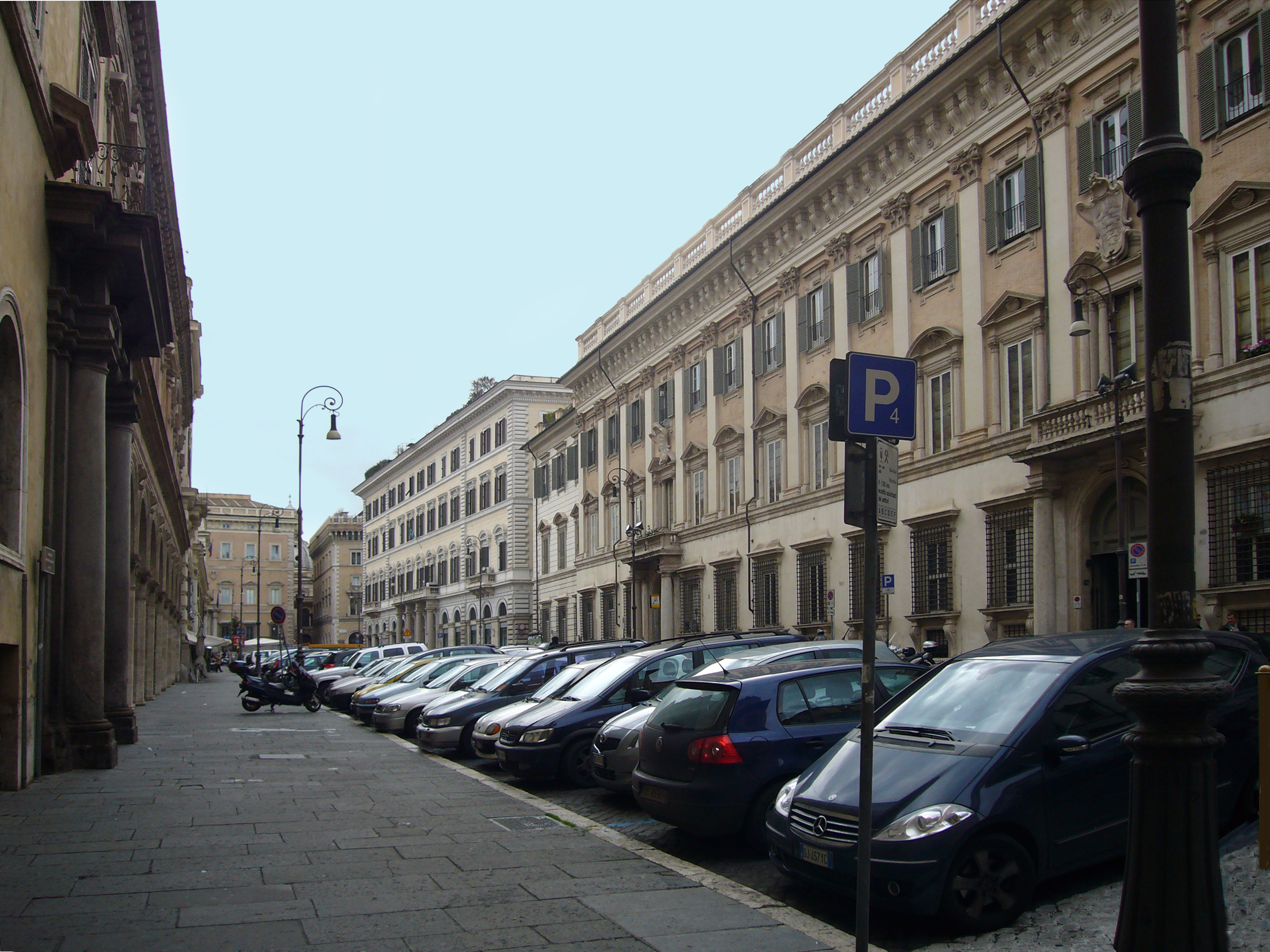
L'appartamento di Pollak al piano superiore di Palazzo Odescalchi a Roma

Durante la prima guerra mondiale, Pollak dovette lasciare l'Italia nel maggio 1915 e vi ritornò nel maggio 1919. Dopo la fine della monarchia asburgica ottenne la cittadinanza cecoslovacca. Nel 1934, la Germania nazionalsocialista cambiò il nome della Bibliotheca Hertziana di Roma in "Kaiser-Wilhelm-Institut für Kunst- und Kulturwissenschaft (Bibliotheca Hertziana)" per ragioni antisemite. Ne divenne direttore Leo Bruhns, fedele al regime, che negò a Pollak l'accesso dal 1935. Pollak rispose lodando le fondazioni ebraiche a Roma e per il patrocinio di Henriette Hertz, mentre Bernard Berenson, anch'egli ebreo, criticò l'ingenuità germanizzante di Hertz.
Con il rastrellamento del ghetto di Roma del 16 ottobre 1943, anche Ludwig Pollak e tutta la sua famiglia furono arrestati. Sebbene gli fosse stato offerto un rifugio dal Vaticano con la mediazione di amici tedeschi, rifiutò perché voleva prendere su di sé il destino del suo popolo. Non si conosce la sorte di Pollak e della sua famiglia dopo la deportazione degli ebrei romani. Il treno partì dalla stazione di Roma Tiburtina il 18 ottobre. Il 23 ottobre, 184 persone idonee al lavoro furono selezionate dal medico Josef Mengele nel campo di concentramento di Auschwitz, mentre le altre 839 persone furono gassate immediatamente.

Il patrimonio di Pollak, comprendente opere d'arte, 2000 libri e la collezione di autografi, fu donato alla città di Roma dalla cognata ed erede Margarete Süssmann Nicod († 1966) nel 1951 e nel 1958 ed è oggi conservato nella biblioteca del Museo Barracco dell'Urbe.

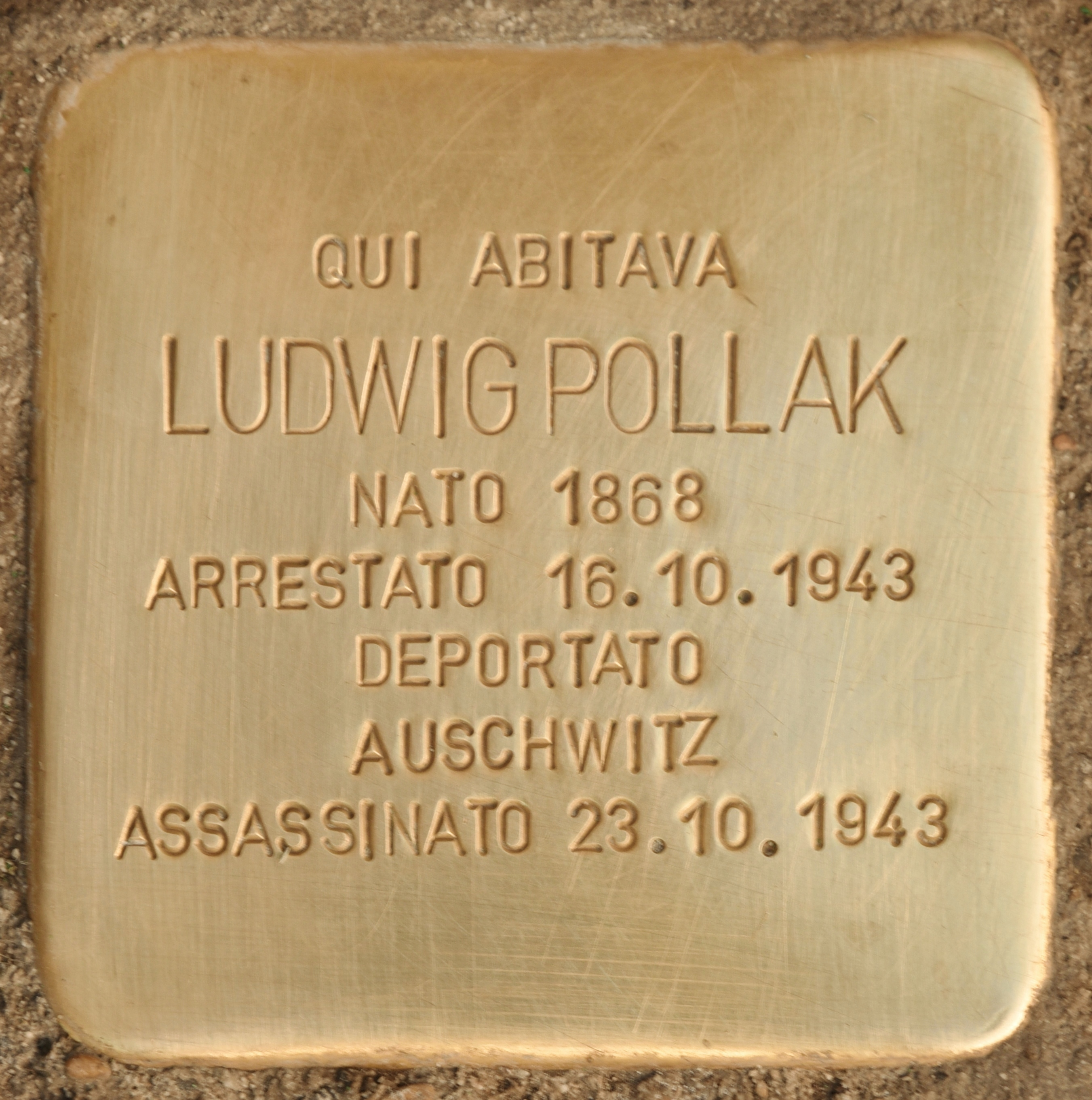
La pietra d'inciampo di Ludwig Pollak

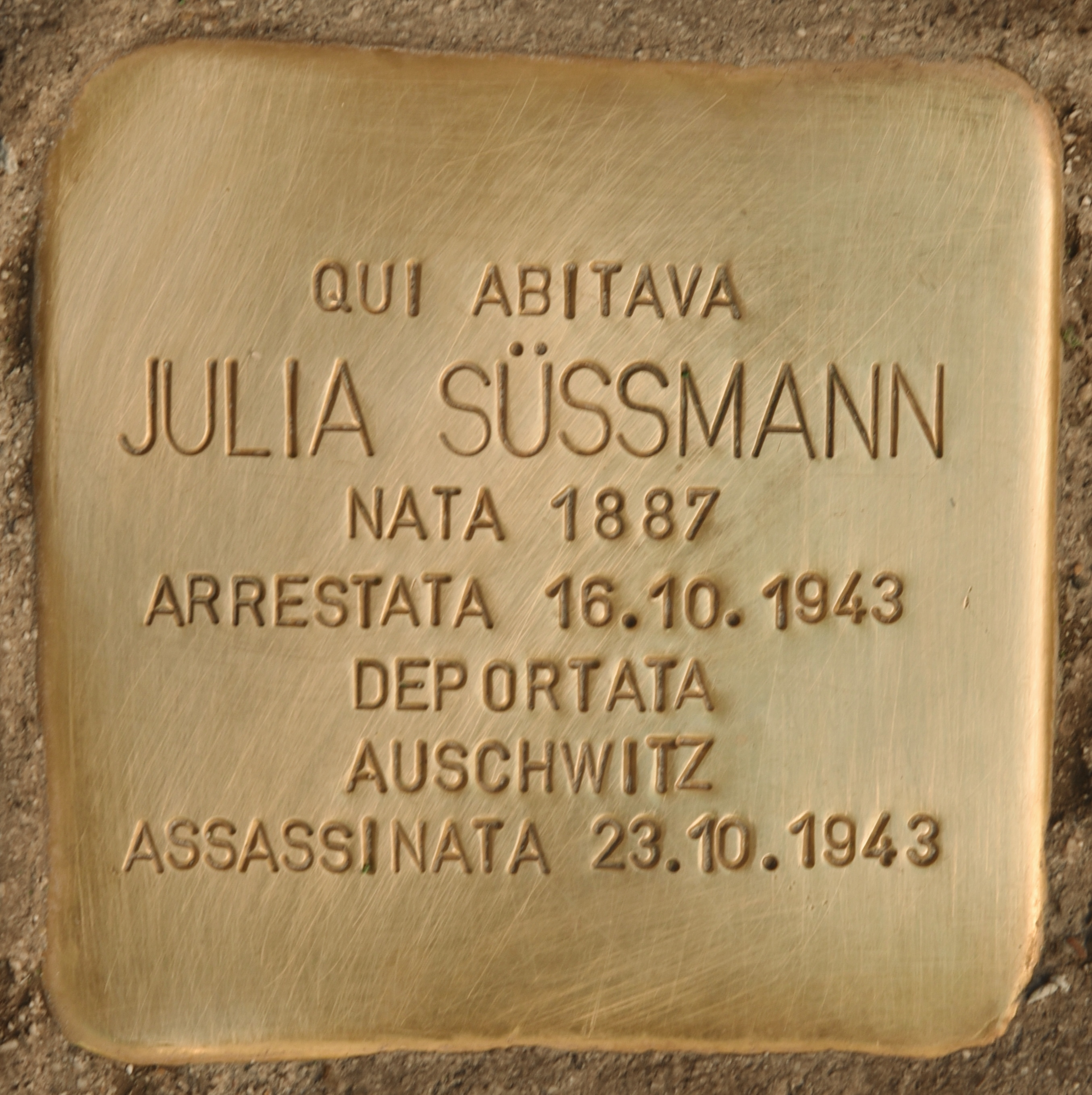
Pietra d'inciampo per Julia Süssmann-Pollak

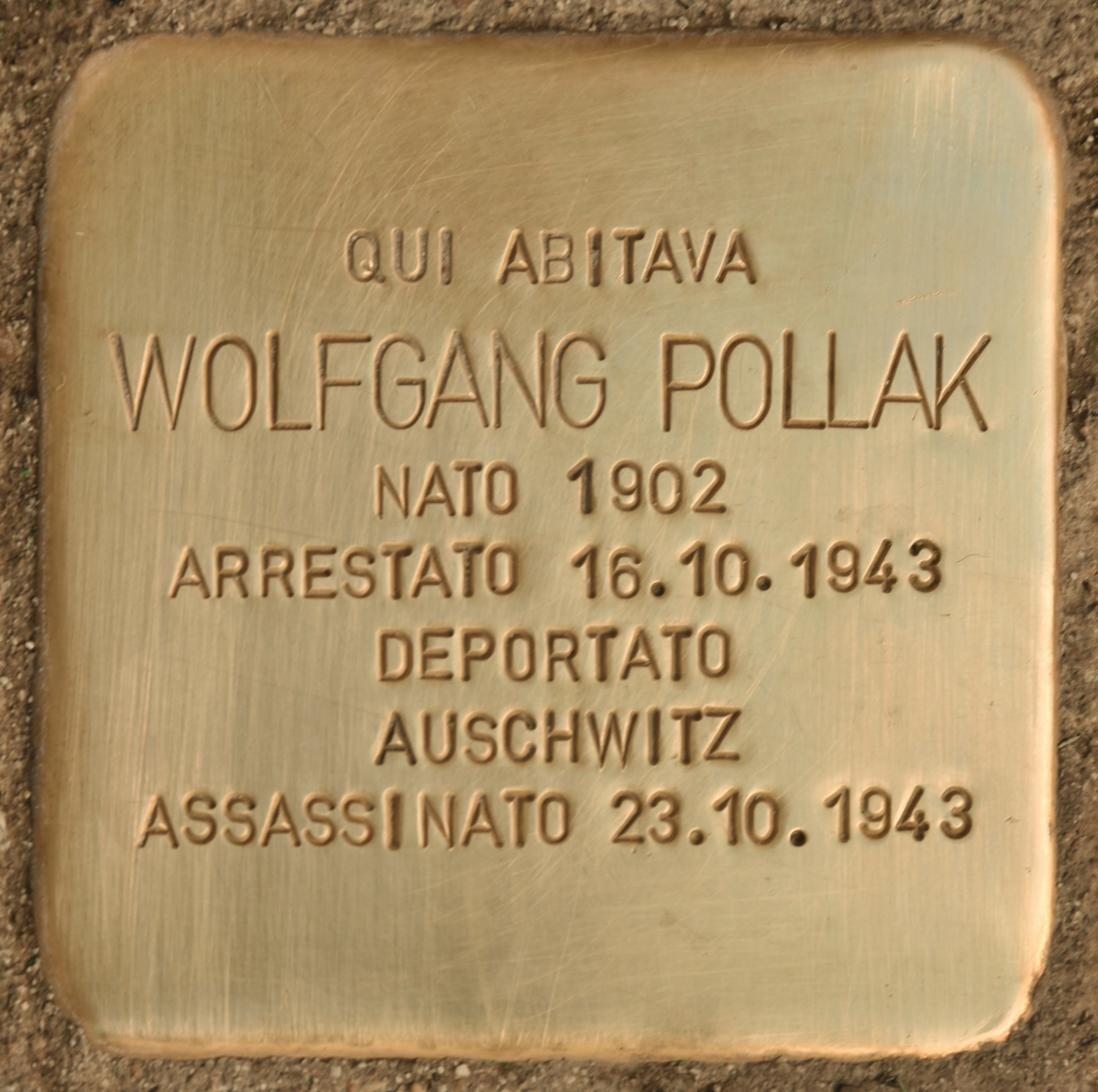
Pietra d'inciampo per Wolfgang Pollak

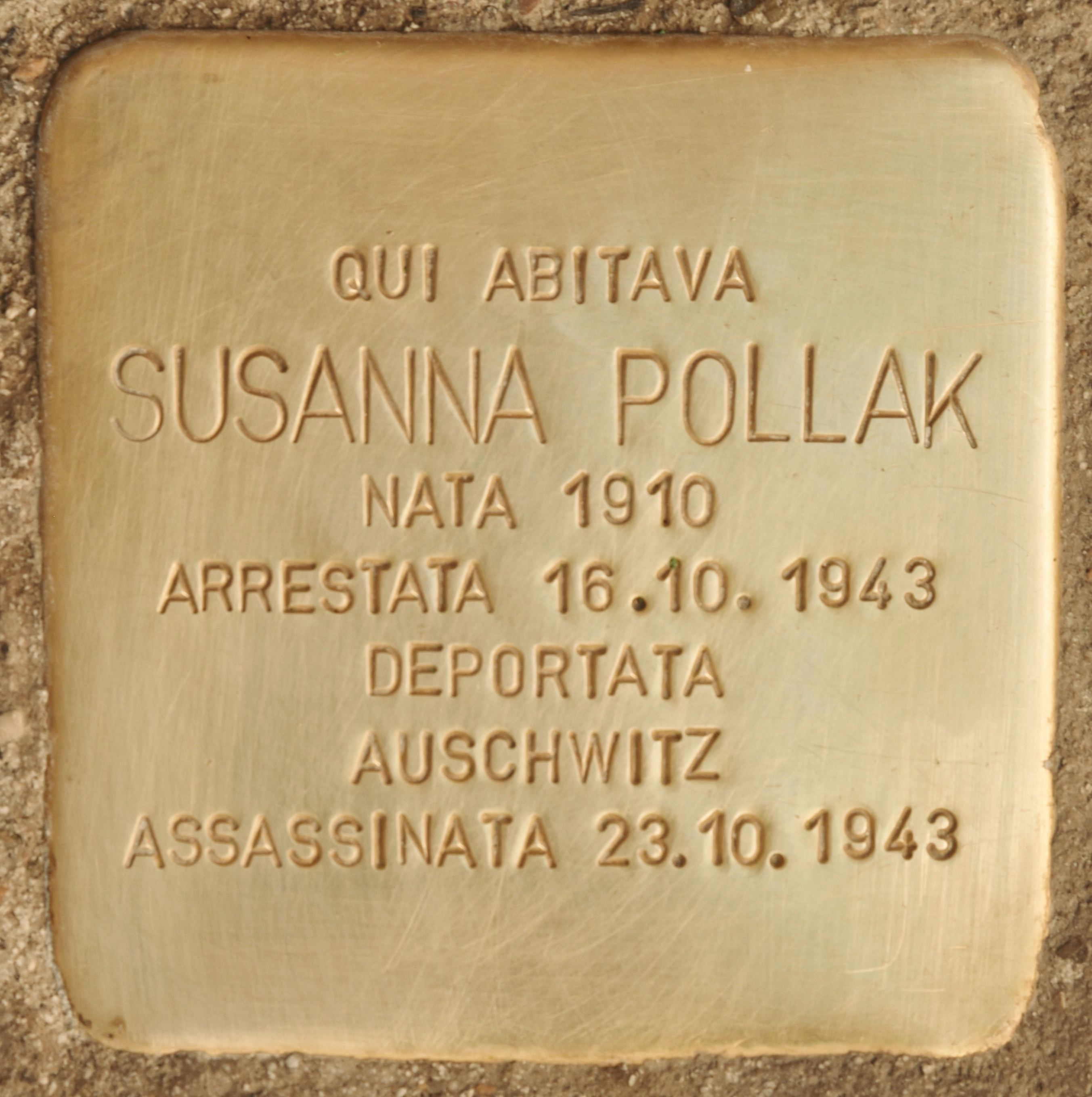
La pietra di inciampo di Susanna Pollak

Il 20 gennaio 2022, davanti a Palazzo Odescalchi a Roma, ultima residenza di Pollak affacciata su Piazza Santi Apostoli, sono state posate quattro pietre d'inciampo per Ludwig Pollak, la moglie Julia e i due figli adulti Wolfgang e Susanna.

## Scritti (selezione)

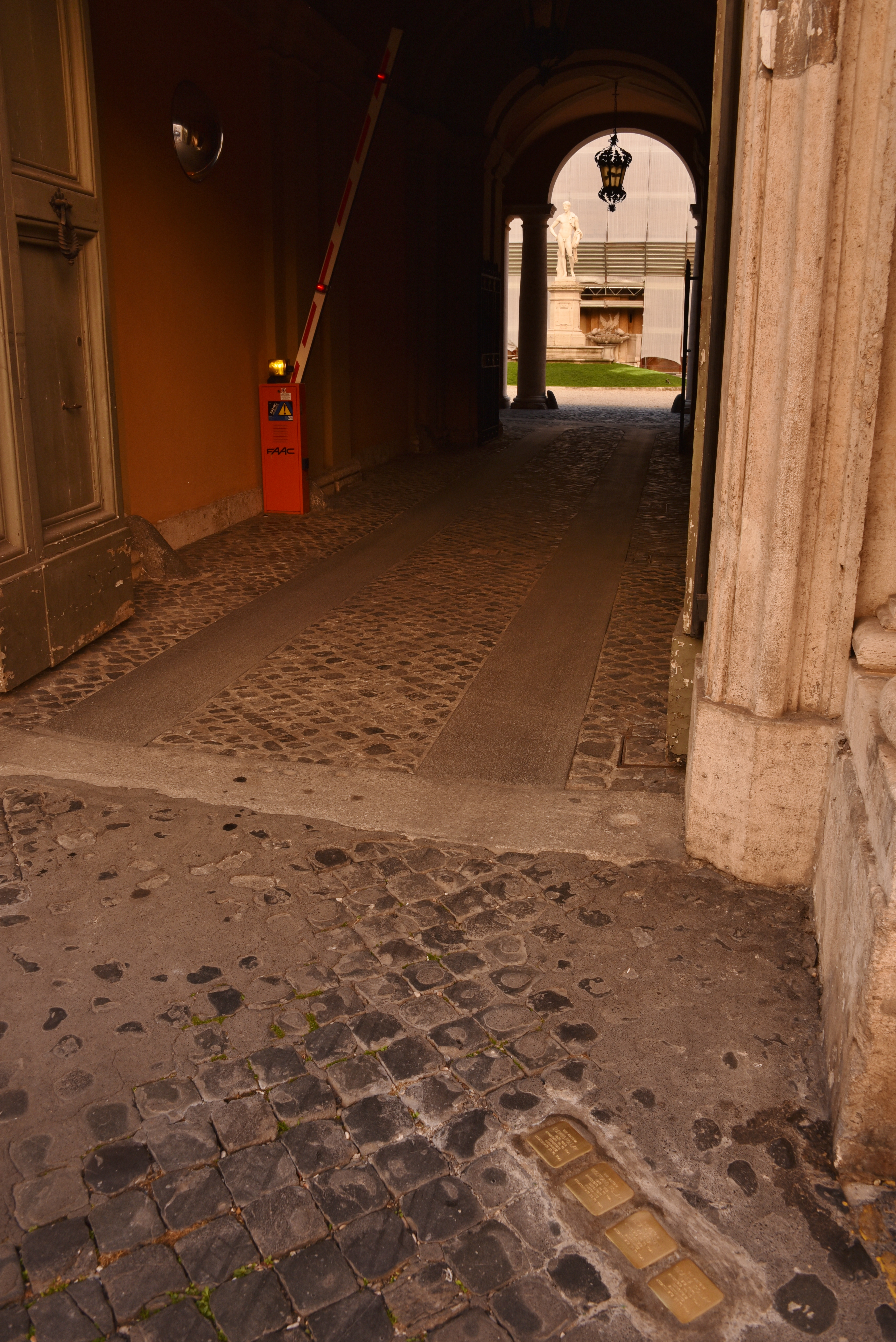
Pietre d'inciampo della famiglia Pollak in Piazza Santi Apostoli 81

- Pietre d'inciampo della famiglia Pollak in Piazza Santi Apostoli 81Zwei Vasen aus der Werkstatt Hierons. Hiersemann, Leipzig 1900
- Klassisch-antike Goldschmiedearbeiten im Besitze Sr. Excellenz A. J. von Nelidow. Hiersemann, Leipzig 1903
- Joseph von Kopf als Sammler, Beschreibung der von ihm hinterlassenen Sammlung. Loescher, Rom 1905
- Der rechte Arm des Laokoon. In: Römische Mitteilungen 20, 1905, S. 277–282
- Corrado Ricci: Geschichte der Kunst in Nord-Italien. Deutsche Uebers. von Ludwig Pollak. Hoffmann, Stuttgart 1911
- Pièces de choix de la collection du Comte Grégoire Stroganoff à Rome. 1. Les antiques, Unione Editrice, Rom 1912.
- Augusto Jandolo: Goethe in Rom. Vier Episoden aus dem Leben des Grossen.  In's Deutsche übertr. von Ludwig Pollak. Modes, Rom 1914
- Oggetti d'arte antichi egiziani, etruschi, greci e romani. Smalti, terrecotte, vetri, ori, argenti, ambre, pietre incise e bronzi ; la vendita avra' luogo all'Excelsior-Hôtel Roma, dal 26 al 28 marzo 1923. Rom 1923 (Sammlung Arturo de Sanctis)
- In memoria di Giovanni Barracco (28 apr. 1829 – 14 gen. 1914) nel centario della sua nascita. Governatoria di Roma, Rom 1929
- Mars Ultor. In: Jahreshefte des Österreichischen Archäologischen Institutes 26, 1930, S. 136–143
- Zum hundertsten Todestage Goethes. Argentieri, Spoleto 1932. Privatdruck, auch in einer italienischen Ausgabe.
- Römische Memoiren. Künstler, Kunstliebhaber und Gelehrte 1893–1943, hrsg. von Margarete Merkel Guldan. L'Erma di Bretschneider, Rom 1994
- Versteigerungskataloge der Sammlungen: Woodyatt; Sarti; Barsanti;

Consulta l'elenco completo degli scritti in Margarete Merkel Guldan: Die Tagebücher von Ludwig Pollak. Kennerschaft und Kunsthandel in Rom, 1893-1934. Wien 1988, pp. 387–390.

### Narrativa
(DE) Hans von Trotha, Pollaks Arm. Berlin: Wagenbach, 2021, ISBN 978-3-8031-1359-7
(IT) Hans von Trotha, Le ultime ore di Ludwig Pollak, Sellerio Editore, Palermo 2022, ISBN 978-8838943065